# Sophie Gail
Sophie Gail (París, 28 d'agost de 1775 - 24 de juliol de 1819) fou una cantant i compositora parisenca.

## Biografia
Filla de Marie-Louise Adélaïde Colloz i de Claude-François Garre, sembla que ja des de la infància era una bona pianista. Va publicar el seu primer romanç als 14 anys. Abans dels 20 anys es casà amb Jean-Baptise Gail, vint anys més gran, de qui es va divorciar el 1801.
Es dedicà a partir d'aleshores a la música, que abans havia cultivat com a aficionada. Va estudiar harmonia i contrapunt amb François-Joseph Fétis, després amb Perne i Sigismund Neukomm i visità com a cantant el sud de França, Espanya, Anglaterra, Itàlia i Alemanya. A part d'un cert nombre de romances i nocturns, donà al teatre algunes òperes còmiques, entre les quals cal citar:
- Les deux jaloux, (1813),
- Mademoiselle de Launay à la Bastille, (1813),
- Angela ou l'Atelier de Jean Cousin, en col·laboració amb Boieldieu, (1814)
- La méprise, (1814),
- La sérénade, (1814).